# Köln-Mindener Eisenbahn-Gesellschaft

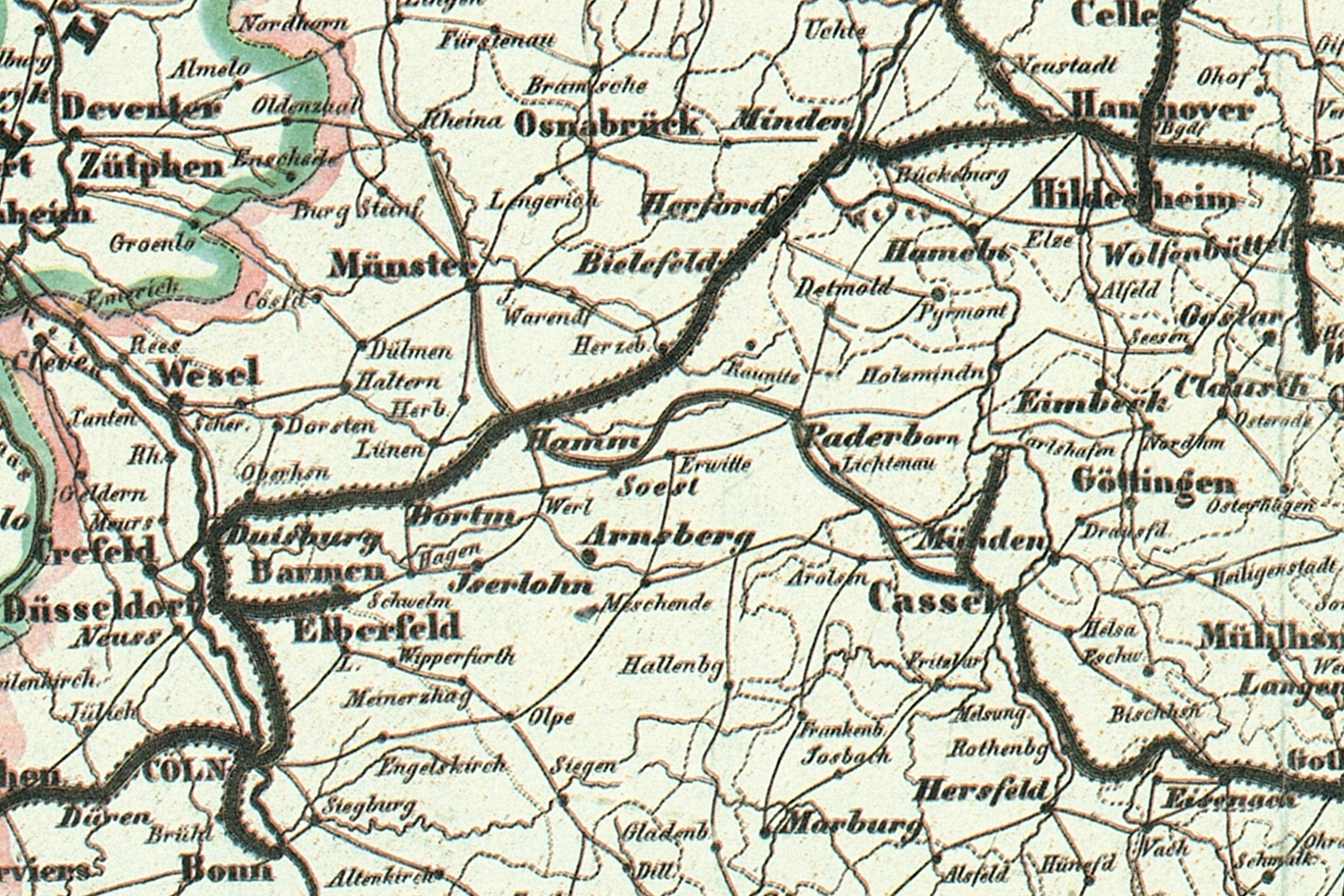
Järnvägen Köln–Minden på Tysklands järnvägskarta, 1849

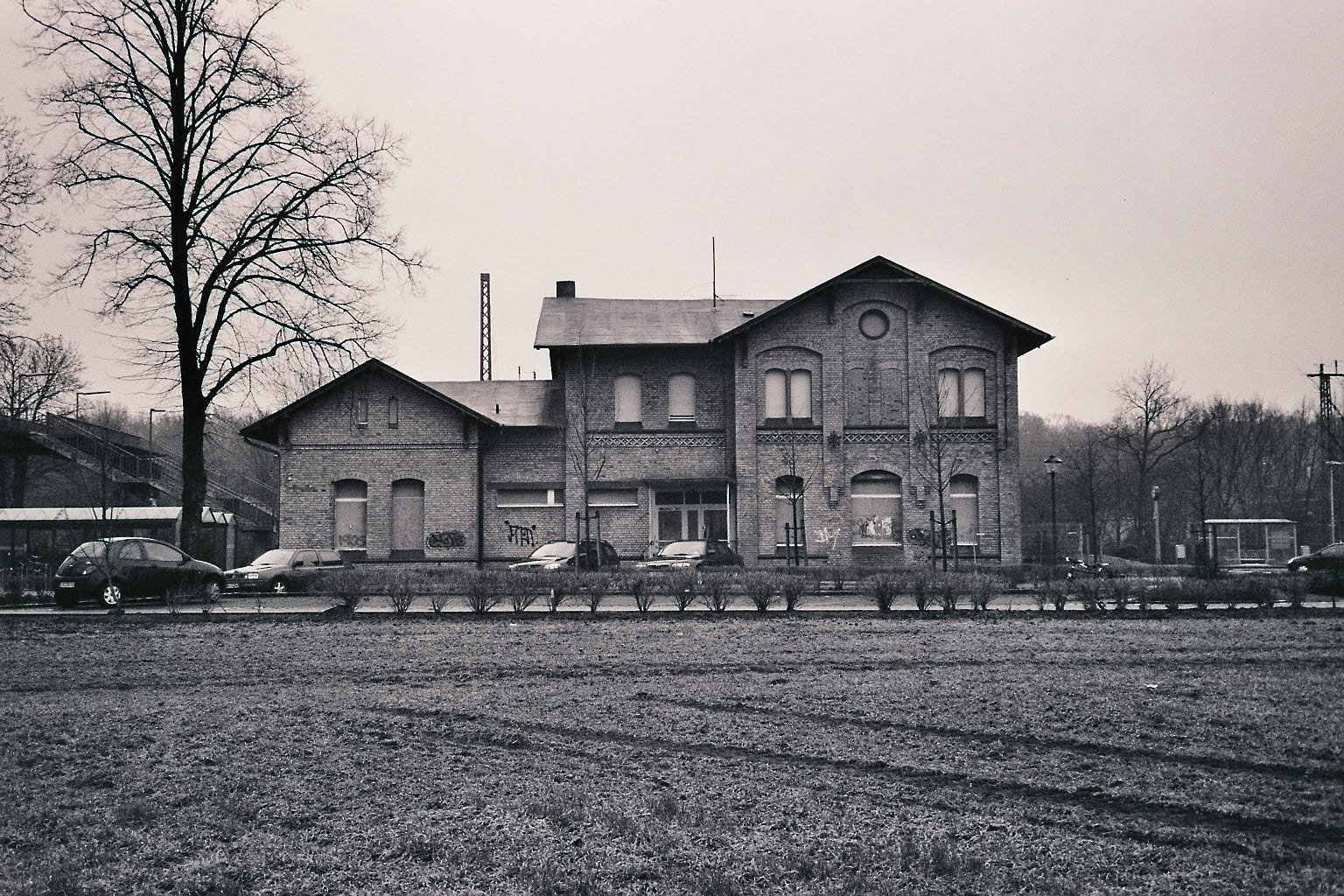
Appelhülsens järnvägsstation väster om Münster, på linjen Wanne-Eickel–Hamburg, byggd 1870, riven 2007 efter att ha skadats svårt av Orkanen Kyrill.

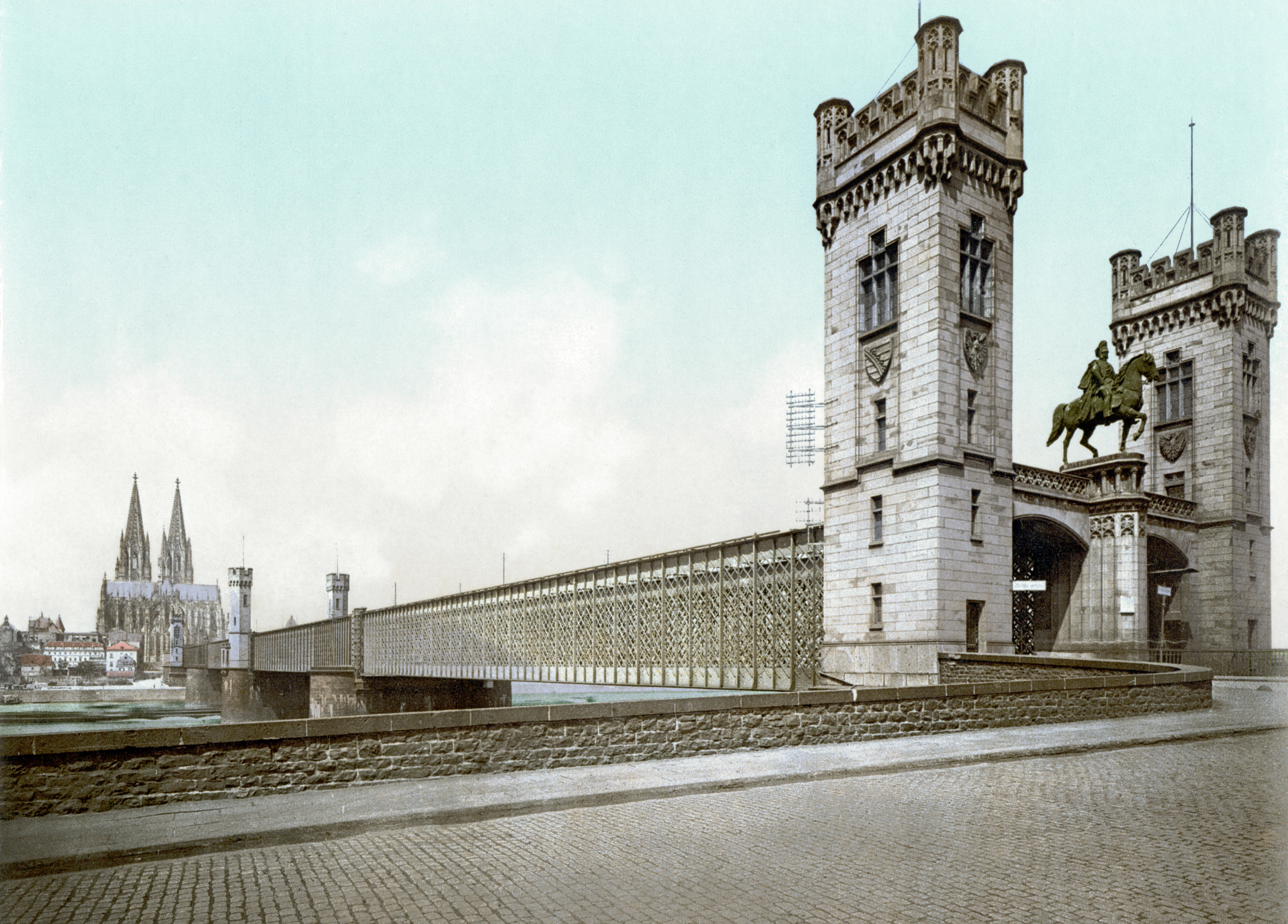
Dombrücke

Köln-Mindener Eisenbahn-Gesellschaft var ett tyskt järnvägsbolag, som grundades 1843. 
Tillsammans med Bergisch-Märkische Eisenbahn-Gesellschaft och Rheinische Eisenbahn-Gesellschaft utgjorde det ett av de stora privata järnvägsföretag, som på mitten av 1800-talet byggde de första järnvägarna i Rheinland, Ruhrområdet och stora delar av Westfalen.

## Stambana
Järnvägsbolagets stambana var en förbindelse mellan Köln och Minden, med anslutning till det påbörjade nätet i norra Tyskland genom Königlich Hannöversche Staatseisenbahnen.
Efter långvariga förhandlingar drogs linjen över Dortmund. Intressenter från Bergisches Land och Wupperdalen verkade för en mer direkt dragning av linjen genom sina mer bergiga områden. Bolaget motsatte sig detta med hänvisning till de högre anläggningskostnaderna. Den 18 december 1843 gav den preussiska regerinen en koncession till bolaget för linjen från Deutz via Mühlheim am Rhein, Düsseldorf, Duisburg, Oberhausen, Altenessen, Gelsenkirchen, Wanne, Herne och Castrop-Rauxel till Dortmund och vidare till Hamm, Oelde, Rheda, Bielefeld och Herford och slutligen Minden. Denna linje gick vid sidan om de gamla gruvområdena, men gick i stället genom öppen terräng. Sträckningen följde den som förespråkats av ekonomen Friedrich List 1833 i dennes förslag till en generalplan för ett tyskt järnvägsnät. Den avgörande faktorn för denna linjesträckning norr om floden Ruhr blev David Hansemanns inställning. Hansemann var under en kort tid denna period finansminister i den preussiska regeringen, vilken hade införskaffat en sjundedel av aktiekapitalet vid bolagets grundande. 
Det första avsnittet från Köln till Düsseldorf öppnades den 20 december 1845. Endast några veckor senare var den andra etappen färdig till en temporär ändstation på den plats där dagens Duisburg Hauptbahnhof ligger, den första av tre stationer på samma plats. De följande avsnitten Duisburg–Dortmund och Dortmund–Hamm öppnades den 15 maj 1847, och den 15 oktober 1847 öppnades det sista avsnittet till Minden, varigenom hela den 263 kilometer långa sträckan enspårsjärnväg var klar. Samma dag öppnade Königlich Hannöversche Staatseisenbahnen linjen Hanover-Minden, vilket gjorde förbindelsen mellan Köln och Berlin komplett.

## Andra linjer
- Bolaget anlade 1848 en sidolinje from stationen i Oberhausen till hamnen i Ruhrort i Duisburg och organiserade tillsammans med  Aachen-Düsseldorf-Ruhrorter Eisenbahn-Gesellschaft anläggandet av järnvägsfärjelinjen Trajekt Ruhrort–Homberg.
- Under 1856 idriftsattes i etapper en linje mellan Oberhausen via Wesel och Emmerich till gränsen till Nederländerna vid Elten, varifrån förbindelse också anlades till Arnhem.

- Åren 1859–1962 byggdes en 183 kilometer lång sträcka mellan Deutz och Giessen via Dillenburg och Wetzlar, med en gren till gruvorna i Siegen, där den knöts ihop med linjen Main-Weser.

- Bolagets största projekt var att genomföra delen på tysk mark av en järnvägsförbindelse mellan Paris och Hamburg. Den preussiska regeringen beslöt att den tyska delen skulle ägas och drivas av ett tyskt järnvägsbolag, och efter upphandling gick uppdraget till

Köln-Mindener Eisenbahn-Gesellschaft för den 550 kilometer långa sträckan Hamburg-Venlo. Denna linje knöts också till bolagets stambana genom en sträcka Wanne/Eickel–Haltern, som blev färdig 1874. Den inkluderade den då längsta järnvägsbron i Tyskland över Rhen i Wesel.
- Åren 1871–1878 byggdes en andra linje mellan Duisburg och Dortmund i Emschers dalgång.

## Dombrücke
Huvudartikel: Dombrücke
Den preussiska regeringen utövade ett tryck på bolaget från tidigt 1850-tal att bygga en järnvägsbro över Rhen vid Köln. Vid denna tid hade det ännu inte byggts broar med spann på 100 meter eller längre. Därför planerades först en bro med möjlighet att dra enstaka vagnar med häst, för att slippa lasta om gods till färjor för Rhenöverfarten. Så småningom beslöts att bygga en bro med både två järnvägsspår och en vägbana, vilken skulle kunna bära lokomotiv och vagnar. Bron byggdes 1855–1859 och ägdes av järnvägsbolaget.

## Förstatligande
Järnvägen förstatligades den 1 januari 1880, vid en tidpunkt då den preussiska staten hade 74 procent av aktiekapitalet. 
Den övertogs av den för ändamålet bildade Königliche Direction der Cöln-Mindener Eisenbahn zu Köln inom Preussische Staatseisenbahnen. 
Köln-Mindener Eisenbahn-Gesellschaft hade vid förstatligandet fler än 619 lokomotiv och 17.023 vagnar. Bolaget bedrev trafik på ett järnvägsnät på 1.108 kilometer, varav 467 kilometer dubbelspårig bana. Företaget upplöstes 1886.

## Bildgalleri

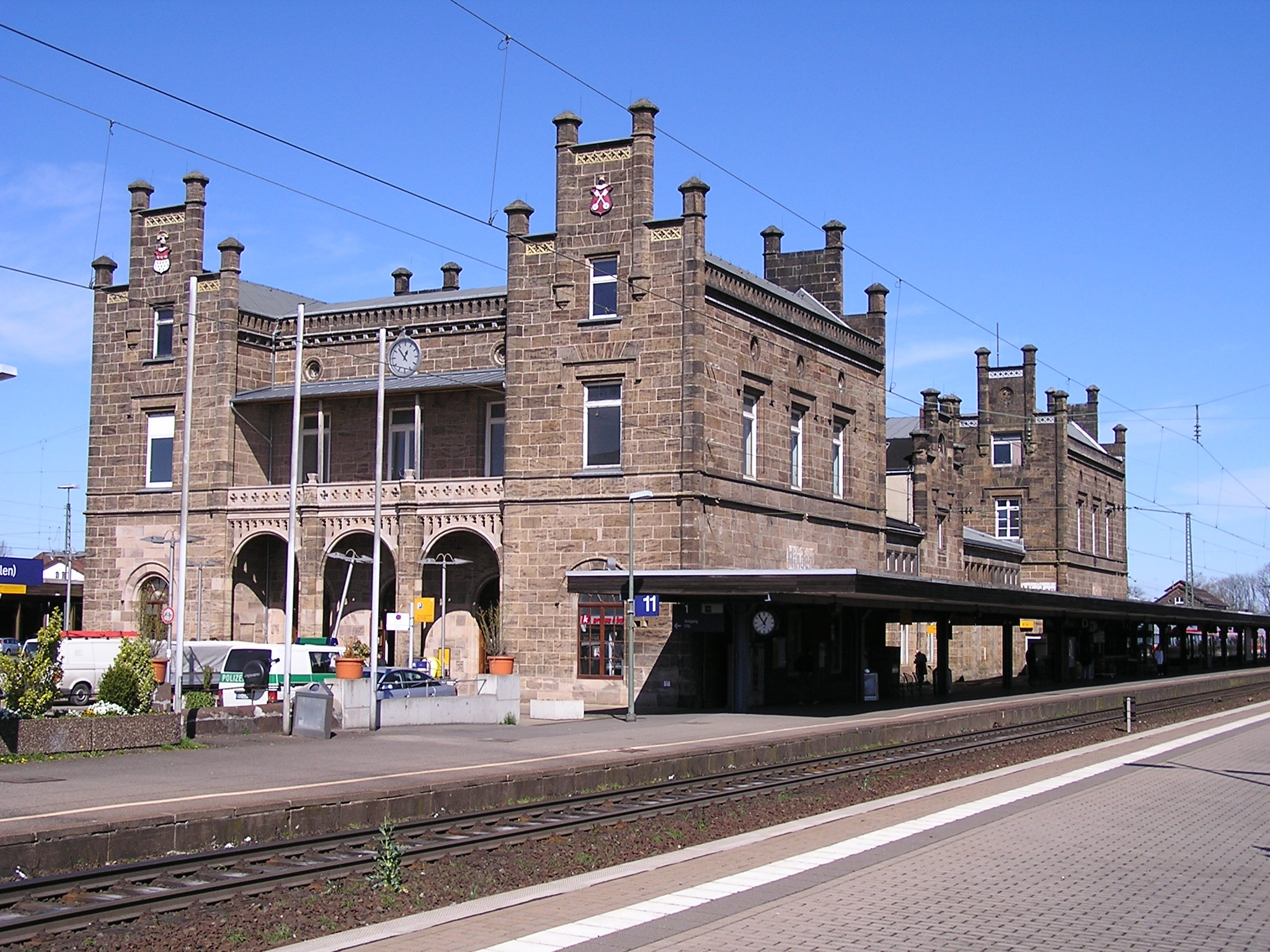
Mindens järnvägsstation från 1847
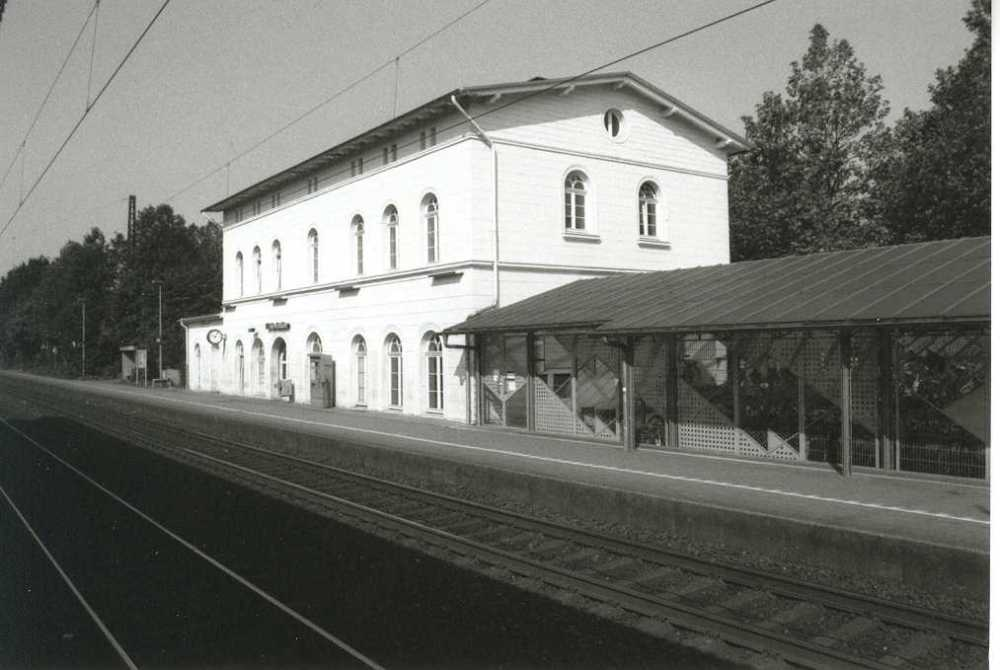
Kamens järnvägsstation från 1847